# Norte de Estados Unidos
El Norte de Estados Unidos, generalmente referido como el «Norte Estadounidense» (en inglés: the American North), los «Estados del Norte», o sencillamente «El Norte», es una región geográfica e histórica de los Estados Unidos.

## Término geográfico
Geográficamente, el término incluye a los estados: Connecticut, Illinois, Indiana, Iowa, Maine, Massachusetts, Míchigan, Minnesota, Nuevo Hampshire, Nueva Jersey, Nueva York, Ohio, Pensilvania, Rhode Island, Vermont y Wisconsin; los cuales, según la Oficina del Censo, se encuentran en la Región Nordeste y parte de la Región Medio Oeste de los Estados Unidos. Incluye estados a lo largo de la frontera entre Canadá y Estados Unidos.

### Oficina del Censo
La Oficina del Censo de Estados Unidos divide a los estados que se encuentran más al norte entre la Región Nordeste, perteneciente a las divisiones Nueva Inglaterra y Atlántico Medio, y parte de la Región Medio Oeste, perteneciente a las divisiones Centro Noreste y parte de Centro Noroeste.

## Término histórico
Antes de la expansión hacia el oeste en el siglo XIX, el «Norte de los Estados Unidos» correspondía a la actual región de Nueva Inglaterra. En la década de 1830, el Norte correspondía al actual nordeste.
Hasta 1865, el Norte se distinguía del Sur por la existencia de la esclavitud. En los estados del sur, la esclavitud fue legal hasta la ratificación de la Proclamación de Emancipación, en 1865. En el norte, todos los estados habían aprobado algún tipo de legislación para abolir la esclavitud en 1804. Sin embargo, la abolición no supuso la liberación de todos los esclavos. Debido a que la aplicación de las leyes de abolición fue gradual, la esclavitud se mantuvo en algunos estados hasta el censo de Estados Unidos de 1840. A pesar de que habitualmente se apunta la esclavitud como la causa principal de la guerra civil estadounidense, existen tesis afirmando que el verdadero motivo fue la represión del norte sobre el intento de secesión del Sur.

### Guerra civil estadounidense

Mapa de la división de los estados durante la Guerra civil estadounidense (1861–1865). El azul (el color del uniforme del Ejército de los Estados Unidos) indica los estados del norte, pertenecientes a la Unión; el azul claro representa a cinco estados que permitieron la esclavitud (estados fronterizos) pero que estaban a favor de la Unión. El rojo representa a los estados secesionistas del sur en rebelión, también conocidos como los Estados Confederados de América.

Durante la guerra de secesión, el Norte de los Estados Unidos estaba compuesto por estados que apoyaban la unión de todos los estados bajo una misma nación. Este bando recibió el nombre de Unión. «El Sur» estaba compuesto por estados que intentaron separarse de los estados pertenecientes a la Unión para formar los Estados Confederados de América. Se pueden excluir cinco estados esclavistas, llamados estados fronterizos, que estaban a favor de la Unión: Misuri, Kentucky, Virginia Occidental, Maryland y Delaware (junto con el territorio indio, territorio en disputa).